# Кувакіно (Краснокамський район)
Кува́кіно (рос. Кувакино, башк. Кувакин) — присілок у складі Краснокамського району Башкортостану, Росія. Входить до складу Нікольської сільської ради.
Населення — 202 особи (2010; 145 у 2002).
Національний склад:
- марійці — 85 %